# Tomasa Núñez
Tomasa Núñez (Tomasa Ana Núñez Abreu; * 17. April 1951 in Yaguajay, Sancti Spíritus; † 30. Dezember 1981 in Havanna) war eine kubanische Speerwerferin.
1969 gewann sie Silber bei den Leichtathletik-Zentralamerika- und Karibikmeisterschaften. 1970 siegte sie bei den Zentralamerika- und Karibikspielen.
1971 folgten Siege bei den Zentralamerika- und Karibikmeisterschaften und den Panamerikanischen Spielen in Cali.
Bei den Zentralamerika- und Karibikmeisterschaften 1973 und den Zentralamerika- und Karibikspielen 1974 verteidigte sie ihren Titel.
Ihre persönliche Bestleistung von 54,64 m stellte sie am 24. Januar 1970 in Havanna auf.